# Rozdroże pod Jaworem
Rozdroże pod Jaworem (1110 m n.p.m.)  – węzeł ścieżek w Karkonoszach.
Skrzyżowanie dróg leśnych znajduje się na terenie Karkonoskiego Parku Narodowego, na Jaworowej Łące w Czarnym Kotle. Przez węzeł prowadzi Ścieżka nad Reglami.

## Szlaki turystyczne
Biegną tędy szlaki tyrystyczne:
- zielony: Śnieżne Kotły - Przełęcz Karkonoska
- czarny: dochodzi z Koralowej Śieżki[1].